# Vroege Slaven
De Vroege Slaven waren de Slavische volkeren van de prehistorie tot het uiteenvallen in Oostelijke, Westelijke en Zuidelijke Slaven aan het einde van de 6e eeuw.

## Geschiedenis
De oorsprong van de Slavische volkeren is tot op heden onbekend en wordt betwist. Dit komt door het ontbreken van geschreven bronnen van voor de 8e eeuw onder hen. Het cyrillisch schrift werd pas in 863 geïntroduceerd en hun gebied lag relatief geïsoleerd van de beschavingen in Europa en Azië.
Tot aan het begin van de jaartelling hielden de Slaven zich op in Oost-Polen, Wit-Rusland en westelijk Oekraïne rond de Pripjatmoerassen. Ze leefden voornamelijk in de uitgestrekte wouden in deze streek en in de Slavische mythologie kan men hier nog sporen van terugvinden.
Veel is afgeleid uit archeologische opgravingen, geschreven bronnen van reizigers die het gebied bezochten en vergelijkende taalkundige analyses van de Slavische talen.

### Prehistorie

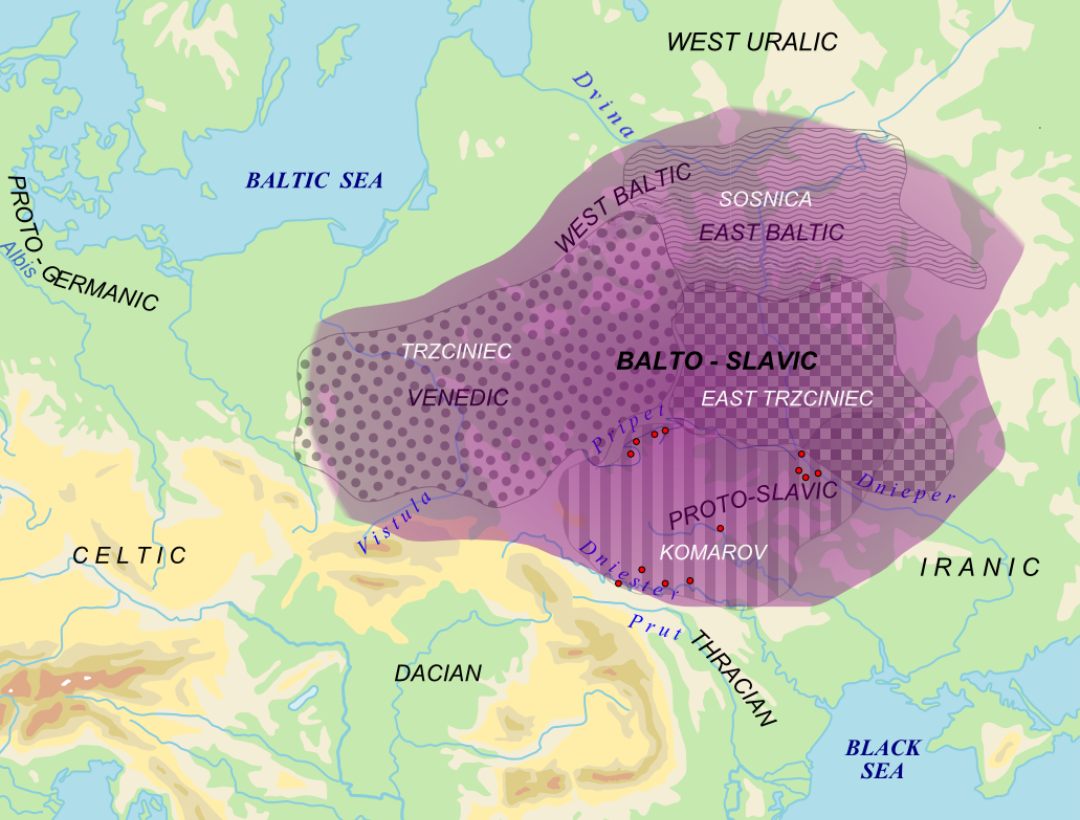
Trzcinieccultuur, inbegrepen Komariv- en Sosnitsacultuur, 1700-1200 BC

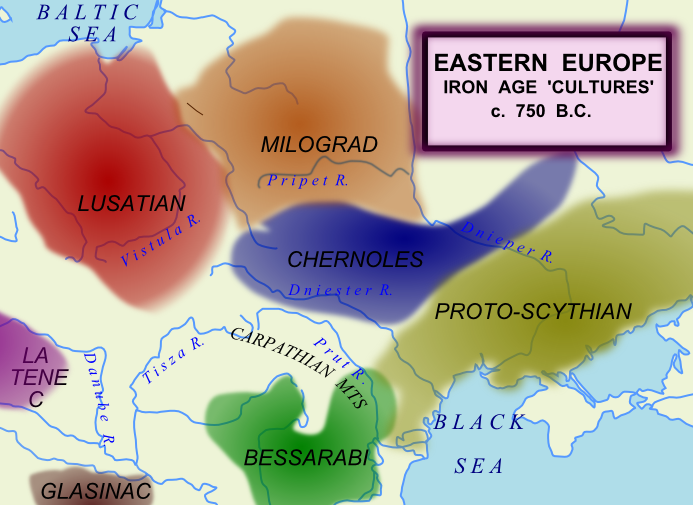
Centraal- en Oost-Europa omstreeks 750 v.Chr.
Tsjornoliscultuur
Scythen
Thraciërs
Milogradcultuur
Lausitzcultuur

Uit archeologisch en taalkundig bewijs is door historici, filologen en archeologen de theorie opgesteld dat de Slaven tegen 1500 v.Chr. een etnische groep moeten hebben gevormd, die zich afsplitste van de Balto-Slavische taalgroep. Archeologisch zou deze vertegenwoordigd worden door de Komarivcultuur. 
Rond 800 v.Chr. woonden ze ergens in het gebied tussen de rivieren de Wisła en de Don. Een mogelijke kandidaat voor deze vroege Slavische cultuur is de Tsjornoliscultuur. Deze Oerslaven waren bewoners van de bossteppe, polytheïstisch, en hielden zich bezig met landbouw, jagen en vallen zetten, vissen, bijenhouden en veeteelt.

### Onder de Scythen en Sarmaten
De zuidelijke steppen werden van oudsher bewoond door seminomadische volkeren als de Scythen en Sarmaten. Deze onderwierpen een aantal, waarschijnlijk Slavische, stammen, die door Herodotus "Akkerbouwende Skythen" werden genoemd. De Scythen verhandelden de producten van de onderworpen Slaven met de Griekse koloniën op de Krim. De Grieken handelden in olijfolie, wijn en textiel en de Scythen in vee, huiden, bont, hout, bijenwas, honing en graan. 
Rond 200 v.Chr. kwamen de Sarmaten vanuit Azië. De Scythen werden verdreven of geassimileerd en verdwenen rond 100 v.Chr. als bevolkingsgroep, al wordt door Romeinse geschiedschrijvers later soms nog wel gesproken van Scythen, waar het echter Slaven betreft. Het Romeinse Rijk nam in die tijd ook de Griekse koloniën in. Verschillende Sarmatische stammen vestigden zich als heersers over de Slavische landbouwers. Een voorbeeld van deze Sarmatisch-Slavische symbiose waren de Anten, maar ook volkeren als de Chorvaten (Kroaten) en Sorben (of Serviërs) zijn waarschijnlijk zo ontstaan.

### Onder de Goten

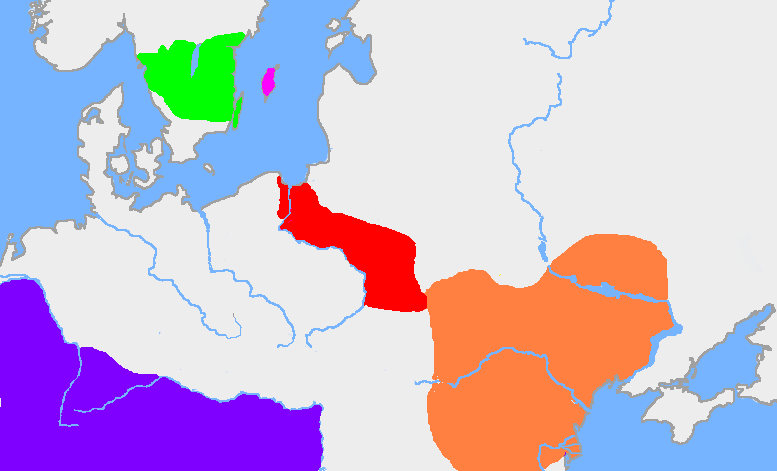
Tsjernjachivcultuur
Wielbarkcultuur
Gotland
Götaland
Romeinse Rijk

400 jaar later werden de Sarmaten verdreven door de Goten, die hun rijk uitbreidden tot aan de Zwarte Zee en de Romeinse keizer Decius bij de Donau versloegen in 251. Rond 300 tot 400 werden de Goten bekeerd tot het christendom en splitsten zich op, waarbij de Ostrogoten in het gebied bleven.
In de archeologie wordt deze periode vertegenwoordigd door de Tsjernjachivcultuur, de bevolking waarvan althans ten dele als Slavisch beschouwd kan worden. Ten noorden van de Tsjernjachivcultuur bevond zich het gebied van de Kievcultuur, die daarentegen met enige zekerheid als Slavisch kan worden gezien.
Onder druk van de Gotische overheersing trokken Slavische volkeren zoals de Krivitsjen, Ilmenslovenen en Vjatitsjen naar het noorden en noordoosten, op hun beurt de Oost-Baltische volkeren naar het noordwesten verdringend, en tot diep in het gebied van de Fins-Oegrische volkeren dringend.

### Onder de Hunnen
De Hunnen kwamen vanuit Centraal-Azië naar Europa en verdreven de Ostrogoten naar het westen. Rond 360 bereikten ze de Kaspische Zee en veroverden tot 400 het hele zuidelijke gebied tussen de Wolga en de Rijn. Rond 451 hadden de Hunnen onder leiding van Attila de Hun de meeste Slavische stammen overwonnen, maar kregen ook de eerste tegenslag te verduren tegen de Romeinse generaal Flavius Aetius in de Slag op de Catalaunische Velden in Gallië.
Na 450 nam de macht van het uitgestrekte rijk van de Hunnen af en rond 500 hadden deze zich teruggetrokken tot bij de benedenloop van de Don en de Wolga. Een aantal overgebleven Goten vestigden zich op de Krim, wat tot in de 16e eeuw terug te zien was in het Krim-Gotisch. De Germanen trokken vervolgens naar het westen en de Slaven trokken in hun gebieden en vestigden zich tot aan de Elbe en bedreigden aan de Donau het Byzantijnse Rijk.
Met de komst van de Hunnen begon ook de Slavische trek naar het westen, deels in kleine groepen, deels in groter stamverband zoals de Chorvaten en Sorben.

### Avaren
Opnieuw kwam er echter een Turks volk naar Zuidelijk Rusland; de Avaren. De Byzantijnse keizer Justinianus I had een niet-aanvalsverdrag met hen gesloten en de Avaren trokken daarom ten noorden van zijn rijk door Zuid-Rusland, versloegen de Slaven, die toen de dominante bevolkingsgroep waren in het Russisch Laagland, en bereikten de Elbe in 562. Ze stichtten het Avaarse Rijk rond de Donaudelta en vielen in 626 alsnog Constantinopel aan, maar wisten de stad niet te veroveren.

Het gebied van de Oostelijke Slaven.
Het gebied van de Westelijke Slaven.
Het gebied van de Zuidelijke Slaven.

De Slaven splitsten zich rond die tijd op in zuidelijke, westelijke en oostelijke groepen. In 606 hadden de Westelijke Slaven bij de Elbe de Avaren teruggedreven en de Zuidelijke Slaven spreiden zich uit tot op het Griekse schiereiland Peloponnesos.